# Ceropegia metziana
Ceropegia metziana är en oleanderväxtart som beskrevs av Friedrich Anton Wilhelm Miquel. Ceropegia metziana ingår i släktet Ceropegia och familjen oleanderväxter. Inga underarter finns listade i Catalogue of Life.